# 小行星968
小行星968（968 Petunia）是一颗围绕太阳公转的小行星。該小行星屬於花神星族。
該小行星以碧冬茄命名。

## 参数
这颗小行星的绝对星等为10.26天文单位，自转周期为61.280小时。